# Warszewo (Stettin)
Warszewo (tysk: Warsow) er en bydel i Szczecin (Stettin) på Warszewobakkerne ved Wkrzanskaskoven.

## Turisme
- Kirke (1874)
- Warszewobakkerne
- Wkrzanskaskoven

Warszewo har sit fodboldklub "Wicher Warszewo", som spiller i Futsal Amator League (Środowiskowa Liga Futsalu). "Wicher": en "storm" – et symbol på holdet.

## Kommunikation
- bybusser:
  - 57 fra/til Szczecin – Niebuszewo (Kołłątaja) over Szczecin - Żelechowa
  - 68 fra/til Szczecin – Centrum (Plac Rodła) over Szczecin - Żelechowa
  - 87 fra/til Szczecin – Niebuszewo (Kołłątaja)
  - 522 (natlig) fra/til Szczecin – Niebuszewo, Szczecin – Centrum (Plac Rodła), Szczecin – Dąbie og Szczecin – Załom